# Juan Bautista de Ormaechea

Juan Bautista de Ormaechea y Ernaiz (17 mai 1812 – 19 mars 1884) était un homme politique mexicain, membre du Suprême Pouvoir Exécutif au Mexique entre 24 juin 1863 et 11 juillet 1863 avec les membres titulaires Juan Nepomuceno Almonte, Pelagio Antonio de Labastida y Dávalos et José Mariano Salas,.